# Société ethnologique de Londres
La Société ethnologique de Londres (SEL) ou Ethnological Society of London (ESL) est une société savante fondée en 1843 comme une branche de l'Aborigines’ Protection Society (APS). À l'époque, la signification de l'ethnologie en tant que discipline n'était pas fixée : les approches et les attitudes à son égard ont changé au fil du temps, avec l'émergence d'une approche plus scientifique de la diversité humaine. Au cours de trois décennies, la SEL a eu une existence mouvementée, avec des périodes de faible activité et une importante scission contribuant à une continuité irrégulière de ses réunions et de ses publications. Elle a fourni un forum de discussion pour ce qui serait maintenant classé comme une anthropologie scientifique pionnière, selon les perspectives changeantes de l'époque, bien que présentant également des intérêts géographiques, archéologiques et linguistiques plus larges.
En 1871, la SEL devient partie intégrante de ce qui est aujourd'hui le Royal Anthropological Institute of Great Britain and Ireland, fusionnant à nouveau avec le groupe rival dissident, l'Anthropological Society of London (en).

## Contexte
Au moment de la fondation de la Société, « l'ethnologie » est un néologisme. La Société ethnologique de Paris est fondée en 1839, et la American Ethnological Society (en) en 1842. John Epps est à l'origine d'une société antérieure à Londres de 1837 à 1842 ; Luke Burke, qui en est membre, y publie un journal ethnologique en 1848.
La société parisienne est mise en place par William Frederic Edwards, avec un programme de recherche précis en tête. Edwards donnait des conférences depuis une décennie sur le défaut de considérer les races comme des groupes purement linguistiques. L'Oxford English Dictionary enregistre le terme « ethnologie » utilisé en anglais par James Cowles Prichard en 1842, dans son Histoire naturelle de l'homme, pour « l'histoire des nations ». L'approche de l'ethnologie à l'époque de la fondation de la Société reposait sur le climat et les facteurs sociaux pour expliquer la diversité humaine ; le débat était encore encadré par le Déluge de Noé, et le monogénisme correspondant des origines humaines. Prichard est une figure majeure dans l'examen de la variabilité humaine sous un angle diachronique, et plaidait pour l'ethnologie en tant qu'étude visant à résoudre la question des origines humaines.
Les débuts de l'ethnologie la placent dans la position d'une science marginale. Prichard commente en 1848 que l'Association britannique pour l'avancement de la science classe toujours l'ethnologie comme une subdivision de l'histoire naturelle, appliquée à l'homme. Elle reste dans la Section D pendant un certain temps, mais en 1851, elle est classée dans une nouvelle Section E pour la géologie et la géographie, après un lobbying de la part de partisans, dont Roderick Murchison. Le chevauchement des intérêts entre la SEL et la Royal Geographical Society (RGS) se reflète par une adhésion commune.
Vers 1860, la découverte de l'Antiquité humaine et la publication de L'Origine des espèces entraînent un changement fondamental de perspective, avec l'ancienne approche historique paraissant désespérée étant donné l'émergence de la préhistoire, mais la question biologique gagne en intérêt.

## Tensions au sein de laAborigines' Protection Society
La Aborigines' Protection Society (APS) est créée à la suite de l'activité d'un comité parlementaire et est largement l'initiative de Thomas Fowell Buxton. Elle produit des rapports, mais à la suite de l'expédition au Niger de 1841, certains de ses partisans estiment qu'un argumentaire basé sur la science est relégué au second plan dans les activités de l'APS. L'APS est fondée par des Quakers dans le but de promouvoir un programme social et politique spécifique. La Société ethnologique, bien que principalement une organisation scientifique, conserve une partie de la perspective libérale et de l'orientation militante de son prédécesseur.

## Fondation
Un questionnaire ethnologique est produit par la BAAS en 1841, résultant d'un comité dirigé par Thomas Hodgkin de l'APS, et s'appuyant sur un travail antérieur à Paris de W. F. Edwards. Un prospectus pour la Société ethnologique est publié en juillet 1842 par Richard King ; King a été étudiant sous la direction de Hodgkin à l'hôpital Guy. La Société se réunit pour la première fois en février 1843 chez Hodgkin ; ou le 31 janvier, lorsque Ernst Dieffenbach lit un document sur l'étude de l'ethnologie.
Parmi les autres fondateurs figurent James Cowles Prichard, John Beddoe  et John Brown (en). Outre Hodgkin, King et Dieffenbach, l'autre membre commun important de l'APS est William Aldam, un autre quaker. La Société avait des membres correspondants, qui sont considérés comme des membres ordinaires ; ils incluent plus tard Hermann Welcker (en). Au début, la Société dispose de locaux au 27 Sackville Street, loués par l'intermédiaire de King à la Westminster Medical Society (en).

## Années 1840
John Briggs (en) devient membre de la SEL en 1845, et Brian Houghton Hodgson, représentant également l'ethnologie de l'Inde, est à un moment donné nommé membre honoraire. William Augustus Miles est membre et publie un article sur la culture aborigène australienne.
Après la mort de Prichard en 1848, le leader intellectuel de la Société devient Robert Gordon Latham. Les liens avec la Société de protection des aborigènes sont maintenus grâce à l'adhésion commune de Hodgkin et Henry Christy, bien que la rupture ne soit pas totalement amicale. La Société ethnologique, dans ses premières années, manque de bons contacts avec les autorités, certainement par rapport à la RGS et à sa bonne relation de travail avec le bureau des Colonies. Le gouverneur George Gray apporte son aide à la Société, mais il constitue une exception : il faut attendre la fin de la décennie pour que la Société commence à prendre conscience de sa position marginale par rapport au flux d'informations en provenance des colonies britanniques. Gray est un membre actif de la SEL alors qu'il est à l'étranger en tant qu'administrateur colonial, et son réseau inclut William Ellis, un autre membre.

## Années 1850
En 1850, la Société est basée au 17 Savile Row. Elle connaît une période de déclin au milieu de la décennie. Parmi les membres actifs du Conseil se trouve William Devonshire Saull (en), décédé en 1855. Le rapport de Richard Cull en 1852 mentionne des liens avec avec James Richardson Logan.
Thomas Richard Heywood Thomson présente un document à la Société en 1854 sur l'hybridation, mettant en doute les commentaires de Paweł Edmund Strzelecki sur l'infertilité féminine chez les aborigènes d'Australie après avoir donné naissance à un enfant de père blanc. LLa communication est bien accueillie, mais en tant que contribution au débat en cours sur la race, elle est loin de régler le problème sous-jacent significatif.
James Hunt (thérapeute) (en) rejoint l'ESL en 1854 et devient une figure controversée en raison de ses attaques contre les attitudes humanitaires des missionnaires et des abolitionnistes. Il est secrétaire de 1859 à 1862. Il trouve un allié en la personne de John Crawfurd, qui a pris sa retraite du service en tant que diplomate colonial et administrateur pour la Compagnie des Indes orientales. Crawfurd vient à l'ethnologie par le biais de sa section à la BAAS. Ses opinions publiées sur la race sont discordantes avec la tradition quaker et de la APS au sein de l'ESL. Hunt et Crawfurd tentent en 1858 de destituer le président Sir James Clark (en) lors d'une réunion de l'ESL, sans succès, alors que Hodgkin est hors du pays.

## Années 1860
Dans les années 1860, un regain d'intérêt pour l'ethnologie se manifeste, stimulé par des travaux récents, notamment ceux impliquant des outils en silex et l'antiquité de l'homme. La Société ethnologique devient davantage un lieu de rencontre pour les archéologues, ses intérêts suivant le rythme des nouvelles recherches ; et au cours de cette décennie, la Société devient une institution très différente. Les membres d'origine de la société sont principalement des officiers militaires, des fonctionnaires civils et des membres du clergé, mais au début des années 1860, de jeunes scientifiques les suppléent. Le contexte est marqué par des rencontres continues dans le monde entier avec de nombreuses populations ; John Thomson, le photographe qui les enregistre, devient membre en 1866. Thomas Henry Huxley, Augustus Lane Fox, Edward Tylor, Henry Christy, John Lubbock et Augustus Wollaston Franks jouent tous un rôle de premier plan dans les affaires de la société après 1860.
Les réunions et le journal de la SEL servent de forum pour partager de nouvelles idées et de plaque tournante pour les données ethnologiques. En 1868, la Société met en place un Comité de classification pour essayer de résoudre les problèmes causés par les rapports hâtifs et le manque de travaux de terrain systématiques. Cette initiative est une proposition de Lane Fox.

## Scission et fusion
Dans les années qui suivent la publication de L'Origine des espèces en 1859, les  « Ethnologues » soutiennent généralement Charles Darwin contre ses détracteurs et rejettent les formes les plus extrêmes de racisme scientifique. Cependant, le mouvement vers le darwinisme n'est pas unilatéral, comme en témoigne la nomination de Robert Knox au titre de membre honoraire en 1860.
L'Anthropological Society of London (en)(ASL) est fondée en 1863 comme foyer institutionnel pour ceux qui sont en désaccord avec la politique de la Société ethnologique (en termes de loyautés politiques, Stocking mentionne que la composition politique de l'ESL  est de 75 % de libéraux contre 25 % de conservateurs, avec des proportions inversées dans l’ASL). Sur la question de la race, la Société ethnologique conserve des points de vue descendant de Johann Friedrich Blumenbach, qui a une théorie à cinq races mais est monogéniste, et de Prichard. Le concept post-darwinien de spéciation humaine est inacceptable pour ceux qui forment la Société anthropologique.
Les deux sociétés coexistent prudemment pendant plusieurs années. Le X Club (en), avec des membres en commun, soutient le côté de la Société ethnologique dans le débat. Les deux sociétés s'intéressent à la moralité sexuelle comme sujet, mais l'attitude de l'évolution socioculturelle est très largement restreinte à la Société ethnologique, où John Ferguson McLennan est membre, à l'exception de Charles Staniland Wake qui n'a que peu d'impact à l'époque,. Huxley tente de fusionner les sociétés en 1866, mais est bloqué par Crawfurd ; la tentative est renouvelée en 1868 après la mort de Crawfurd. La Société ethnologique et la Société anthropologique fusionnent en 1871 pour former l'Institut anthropologique. Un petit groupe de partisans passés de Hunt se sépare en 1873, formant une Société anthropologique de Londres qui dure deux ans.

## Publications
Initialement, la Société ethnologique ne vise pas à publier sa propre revue scientifique. Au lieu de cela, elle adopte une suggestion de Robert Jameson, rédacteur en chef du Edinburgh New Philosophical Journal, de faire publier ses transactions là-bas. Le flux initial d'articles publiés est en fait assez rare. Le volume 46 de 1848 contient des articles de George Ruxton (en) et James Henry Skene (en) contribués via la Société ethnologique.
Le Journal of the Ethnological Society of London est publié dans les années 1848 à 1856, une période pendant laquelle quatre volumes paraissent, et les activités scientifiques de la Société sont moins marginales. Il est édité par Thomas Wright. Il est ensuite publié une fois de plus, sous le titre Transactions of the Ethnological Society of London, de 1861 à 1869 ; il est renommé et publié, de 1869 à 1870, à nouveau sous le titre Journal of the Ethnological Society of London  et est édité par George Busk.

## Présidents
- 1843 Charles Malcolm (en) [48]
- 1848 James Cowles Prichard
- 1850 Charles Malcolm[28]
- 1853-1854 : Sir Benjamin Collins Brodie, 1er baronnet[49],[50]
- 1855-1856 John Conolly [49]
- Sir James Clark
- 1861-? John Crawfurd
- 1863-1865 John Lubbock [51]
- 1865-1868 : John Crawfurd[49]
- 1868-1869 : Thomas Huxley[52]
- Avant la fusion : George Busk